# بخش ماگدالنا دل مار
ماگدالنا دل مار (به اسپانیایی: Distrito de Magdalena del Mar) یک منطقهٔ مسکونی در پرو است که در Lima Province واقع شده‌است. ماگدالنا دل مار ۳٫۶۱ کیلومتر مربع مساحت و ۴۸٬۴۴۵ نفر جمعیت دارد و ۵۸ متر بالاتر از سطح دریا واقع شده‌است.

## خواهرخوانده
شهر سانتا فه (گرانادا) خواهرخواندهٔ ماگدالنا دل مار هست.